# Маленькі жінки
«Маленькі жінки» (англ. Little Women) — роман американської письменниці Луїзи Мей Елкотт (1832—1888), це розповідь про дівчат, які народилися у небагатій сім'ї, навчилися долати труднощі та чекають на батька з війни. У романі описується життя чотирьох сестер родини Марч — Маргарет, Джо, Бет і Еммі. Він частково написаний за дитячими спогадами авторки. Оригінально він був опублікований в двох томах в 1868 та 1869 роках. Елкотт написала книги протягом декількох місяців за запитом видавця.

## Головні героїні
Маргарет Марч, або Мег (англ. Margaret March) — старша з сестер Марч, одна з головних героїнь роману. Дуже красива 16-річна дівчина з прекрасними манерами, і романтична. Мег слухняна і скромна, її дуже турбує власна репутація і репутація сім'ї.
Джозефіна Марч, або Джо (англ. Josephine March) — друга по старшинству з сестер Марч, їй 15 років. Джо — справжня шибениця. На відміну від старшої сестри, вона не любить бали і дівочі розмови, вони здаються їй нудними.
Елізабет Марч, або Бет (Бесс) (англ. Elizabeth March) — тиха і слухняна 13-річна дівчинка. Дуже боязка і сором'язлива, вона насилу сходиться з людьми. Любить музику і мріє отримати нове фортепіано.
Емі Марч (англ. Amy March) — молодша з сестер Марч, найбільш суперечлива персонажка роману. Емі всього 12 років — вона має миловидну зовнішність, вихована, і при цьому хитра.

## Переклади українською
- Луїза Мей Олкотт. Маленькі жінки / пер. з анг. Ірина Бондаренко. — Т. : Навчальна книга — Богдан, 2017. — 408 с. — ISBN 978-966-10-4981-8.
- Луїза Мей Олкотт. Маленькі жінки у 2-х частинах / пер. з анг. Богдана Носенок. — Х. : Фоліо, 2019. — 320, 331 с. — ISBN 978-966-03-8910-6, 978-966-03-8962-5.

## Кіноадаптації
- Маленькі жінки (фільм, 1933)
- Маленькі жінки (фільм, 1949)
- Маленькі жінки (мінісеріал, 1978)[en]
- Маленькі жінки (фільм, 1994)
- Маленькі жінки (фільм, 2018)[en]
- Маленькі жінки (фільм, 2019)